# Jean-Marie Cavada
Jean-Marie Cavada (ur. 24 lutego 1940 w Épinal) – francuski polityk, dziennikarz, były prezes publicznego radia, eurodeputowany. Kawaler Legii Honorowej.

## Życiorys
W 1962 ukończył studia dziennikarskie. Karierę zawodową rozpoczynał w ramach francuskiego publicznego nadawcy Office de radiodiffusion télévision française. Od 1974 do 1982 był dziennikarzem i dyrektorem ds. informacji we francuskiej telewizji France 2, France 3 i TF1. Przez kilkanaście lat zajmował się też produkcją programów informacyjnych. W połowie lat 90. był dyrektorem wykonawczym kanału edukacyjnego FR5, później przez rok pełnił tożsamą funkcję w radiu publicznym we francuskich departamentach zamorskich.
Od 1998 do 2004 zajmował stanowisko dyrektora generalnego publicznej sieci radiowej Radio France. W tym samym okresie wchodził w skład rady nadzorczej stacji telewizyjnej Arte. Od 1998 do 2001 był członkiem rady zarządzającej Agence France-Presse (AFP).
W 2004 z listy Unii na rzecz Demokracji Francuskiej uzyskał mandat posła do Parlamentu Europejskiego. W PE przystąpił do grupy Porozumienia Liberałów i Demokratów na rzecz Europy (jako członek jej prezydium). W 2007 wspierał kandydaturę François Bayrou w wyborach prezydenckich. Poparł koncepcję powołania na bazie UDF Ruchu Demokratycznego, bez powodzenia w tym samym roku kandydował do Zgromadzenia Narodowego, przegrywając z kandydatem Unii na rzecz Ruchu Ludowego.
Jesienią 2007 opuścił MoDem, krytykując kierunek polityczny tego ugrupowania. Powołał własny ruch polityczny pod nazwą Alliance citoyenne pour la démocratie en Europe. W 2008 z poparciem UMP i Nowego Centrum został wybrany do rady jednej z paryskich dzielnic. W 2009 wybrany na kolejną kadencję do PE z listy ludowców (jako reprezentant NC), a w 2014 z powodzeniem ubiegał się o reelekcję z ramienia koalicji centrystów. Jeszcze w 2014 dołączył do ugrupowania Nous Citoyens, stając na jego czele. W 2015 opuścił tę partię, zakładając nową formację pod nazwą Génération citoyens, w której również objął funkcję przewodniczącego.
W 2015 zainicjował proces legislacyjny mający ograniczyć wolność panoramy we wszystkich państwach członkowskich Unii Europejskiej, argumentując, że zmiana ma ograniczyć wpływ amerykańskich monopoli, takich jak Facebook i Wikimedia Foundation, a także bronić przed nimi „europejskiej kultury i kreatywności”.